# Orthopsyche thomasi
Orthopsyche thomasi är en nattsländeart som först beskrevs av Keith A.J. Wise 1962.  Orthopsyche thomasi ingår i släktet Orthopsyche och familjen ryssjenattsländor. Inga underarter finns listade i Catalogue of Life.